# Jean Puissant (déporté)
Pour les articles homonymes, voir Jean Puissant et Puissant.
Jean Puissant (né le 9 novembre 1908 à Tonnerre et mort le 23 mai 1999  dans la même ville) est un instituteur et résistant de l'Yonne (mouvement Libération-Nord), déporté à Buchenwald à la suite de son arrestation en octobre 1943.

## Publications

### Livres
- La Colline sans oiseaux : 14 mois à Buchenwald[3], Éditions du Rond-point, 1945 | réédition, Éditions du Félin, 2017  •  (ISBN 978-2-86645-860-7).
- Antoinette ou Crime à Bois-Avril, roman policier écrit au camp de Buchenwald[4], Curial-Archereau, 1946 (introduction de Julien Cain)
- Mélusine. Contes et légendes de Basse-Bourgogne, Tridon-Gallot, 1950 (illustré par Pierre Vignac)

### Articles
« À propos du château de Maulnes, histoire de la fée Mélusine » - Écho d'Auxerre - no 55 - janvier-février 1965 - p. 21-24 - Imprimerie moderne - Auxerre - 1965.